# Pipobroman
Le pipobroman (noms commerciaux : Vercite, Vercyte) est une substance anticancéreuse qui agit probablement comme un agent alkylant antinéoplasique. Elle est commercialisée par Laboratoires Delbert.